# 9101 Rossiglione
9101 Rossiglione este o planetă minoră (asteroid) din centura de asteroizi. A fost descoperită pe 3 decembrie 1996 la Circolo Culturale Astronomico di Farra d'Isonzo⁠(d) de Circolo Culturale Astronomico di Farra d'Isonzo⁠(d) și a fost numită după Rossiglione. 
Obiectul prezintă o orbită caracterizată de o semiaxă mare de 2,264746 UAi, o excentricitate de 0,05, o înclinație de 1,86562 ° în raport cu ecliptica.